# Durand Jones & The Indications

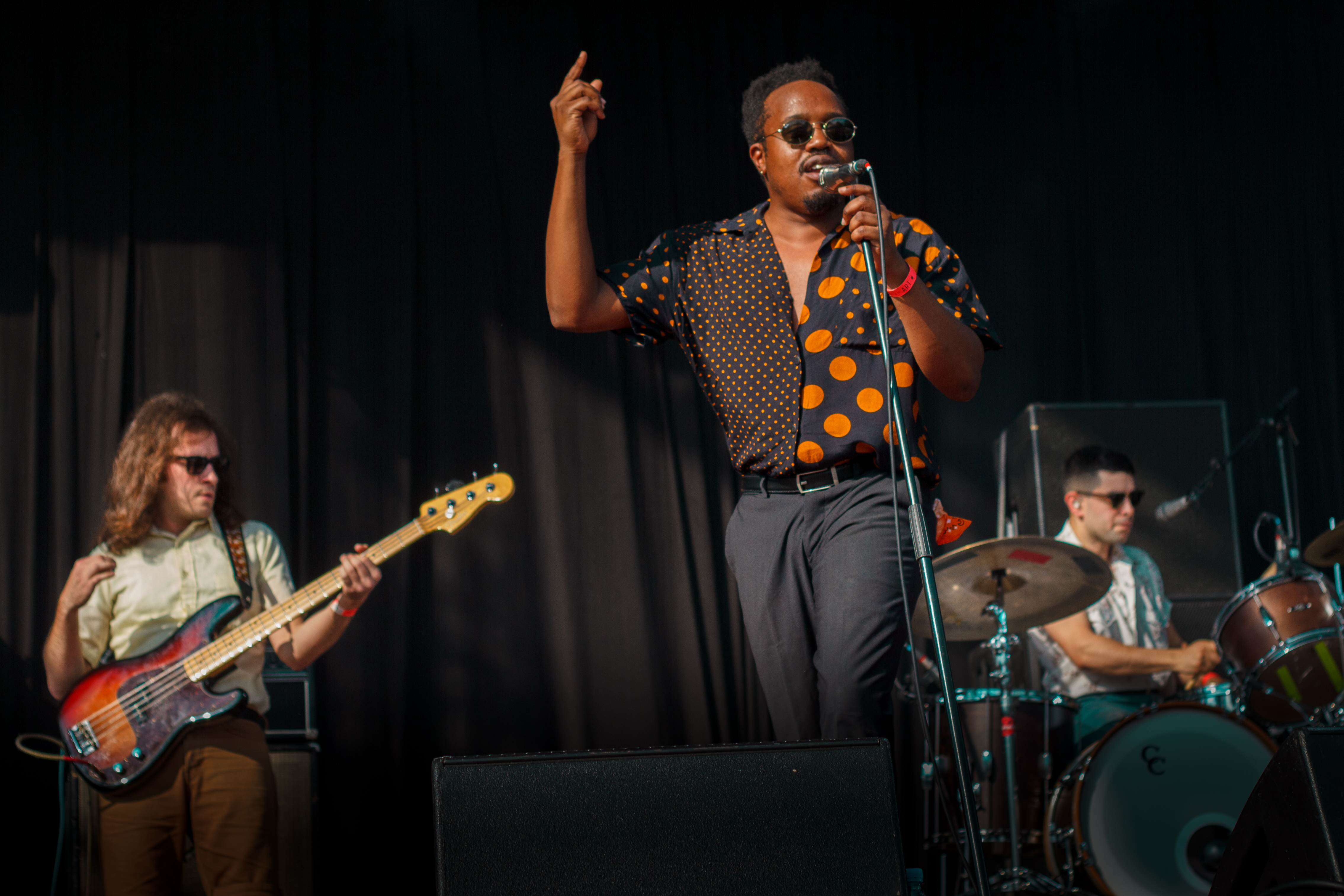
Durand Jones & The Indications op het Haldern Pop Festival (2019)

Durand Jones & The Indications is een Amerikaanse r&b/soulband rond het songschrijvende trio Durand Jones (zanger), Aaron Frazer (zanger/drummer) en Blake Rhein (gitarist). De band ontstond in 2012 en wordt sinds de heruitgave van het eponieme debuutalbum in 2018 tot de z.g. retrosoulbeweging gerekend. Als opvolgers verschenen de albums American Love Call in maart 2019 en Private Space in juli 2021.

## Biografie

### Beginperiode
Blake Rhein en Aaron Frazer volgden begin jaren 10 een muziekopleiding aan de Universiteit van Indiana. Durand Jones, Lousiaan van geboorte, deelde hun interesse in songschrijven en oude soulplaatjes en studeerde de klassieke saxofoon. Rhein had al kennisgemaakt met Jones tijdens hun gezamenlijke deelname aan de universitaire soulrevue. Bassist Kyle Houpt en organist Justin Hubler, met wie Rhein en Frazer in de bluesrockband Charlie Patton's War zaten, completeerden de bezetting van The Indications. In het najaar van 2012 begonnen zij aan hun debuutalbum te werken; de nummers werden opgenomen op een Tascam-viersporenrecorder. In mei 2014, toen de opnamen eindelijk waren voltooid, gaven Durand Jones & The Indications een "eenmalig concert"; de reden was dat Charlie Patton's War veelvuldig in de regio en de rest van Amerika toerde.
In 2015 bracht de band een single uit op Colemine Records, een platenlabel uit Ohio gespecialiseerd in soul; Smile werd in 2016 gevolgd door het debuutalbum Durand Jones & The Indications. Datzelfde jaar gaven zij in april, wederom, een eenmalig concert in Bloomington alvorens elk hun eigen weg te gaan. Zo nam Frazer een single op onder het alias The Flying Stars of Brooklyn NY. Dankzij steun van de pers en de onafhankelijke platenzaken kwam de band in 2017 weer bij elkaar voor tournees, met name in het Midwesten en de Zuidelijke Staten; Steve Okonski verving Justin Hubler als organist. In 2018 werd het debuut heruitgebracht door het Dead Oceans-label uit Bloomington met als bonus een livealbum dat ook los verkrijgbaar was. Hierdoor werd het mogelijk om ook buiten Amerika te toeren en gaf de band in Nederland een concert in de Paradiso.

### Tweede album en zijprojecten
In de zomer van 2018 werd het tweede album opgenomen in Brooklyn, New York; American Love Call verscheen in maart 2019 en was geïnspireerd op de zangharmonieën van de r&b-groepen uit de jaren zestig en zeventig. Aaron Frazer kreeg met vijf nummers een grotere rol als falsetzanger en nam ook de B-kant van de derde single Morning in America voor zijn rekening. Cruisin' to the Park was een eerbetoon aan de lowrider-gemeenschap van de Chicano's die als liefhebbers van gouwe ouwen de Indications vanaf dag één een warm hart toedroegen. Wegens groot succes werd het nummer opnieuw uitgebracht als downloadbare single met een videoclip waarin de Californische lowriders de hoofdrol hadden. In februari 2019 stonden Durand Jones & The Indications opnieuw in de Paradiso.
Ondanks de coronapandemie werd er ook in 2020 veelvuldig getoerd met Mike Montgomery als vervangend bassist, en bracht de band drie digitale singles uit; Young Americans (cover van David Bowie), Never Heard 'Em Say en Power to the People (eigen nummer), twee weken voor de Amerikaanse presidentsverkiezingen. De demoversie was al in 2017 te horen als onderdeel van de campagne Our First 100 Days.
Ondertussen waren de drie kernleden bezig met andere projecten die in 2021 het levenslicht zagen; Rhein produceerde een aantal compilaties met heruitgaven op het platenlabel The Numero Group waarvoor hij ook onderzoek verrichtte. Frazer bracht zijn solodebuut uit; Introducing ... was al in januari 2020 opgenomen met producer Dan Auerbach die de drummer ook liet meespelen op het derde album van de Britse zangeres Yola. Jones was als gastzanger te horen op nummers van anderen waaronder een album van de Australische soulband The Bamboos. Verder kwam er een Spaanstalige versie van Cruisin' to the Park (Cruisin' to the Parque) in samenwerking met de voormalige toergenoten van Y La Bamba.

### Derde album en zijprojecten

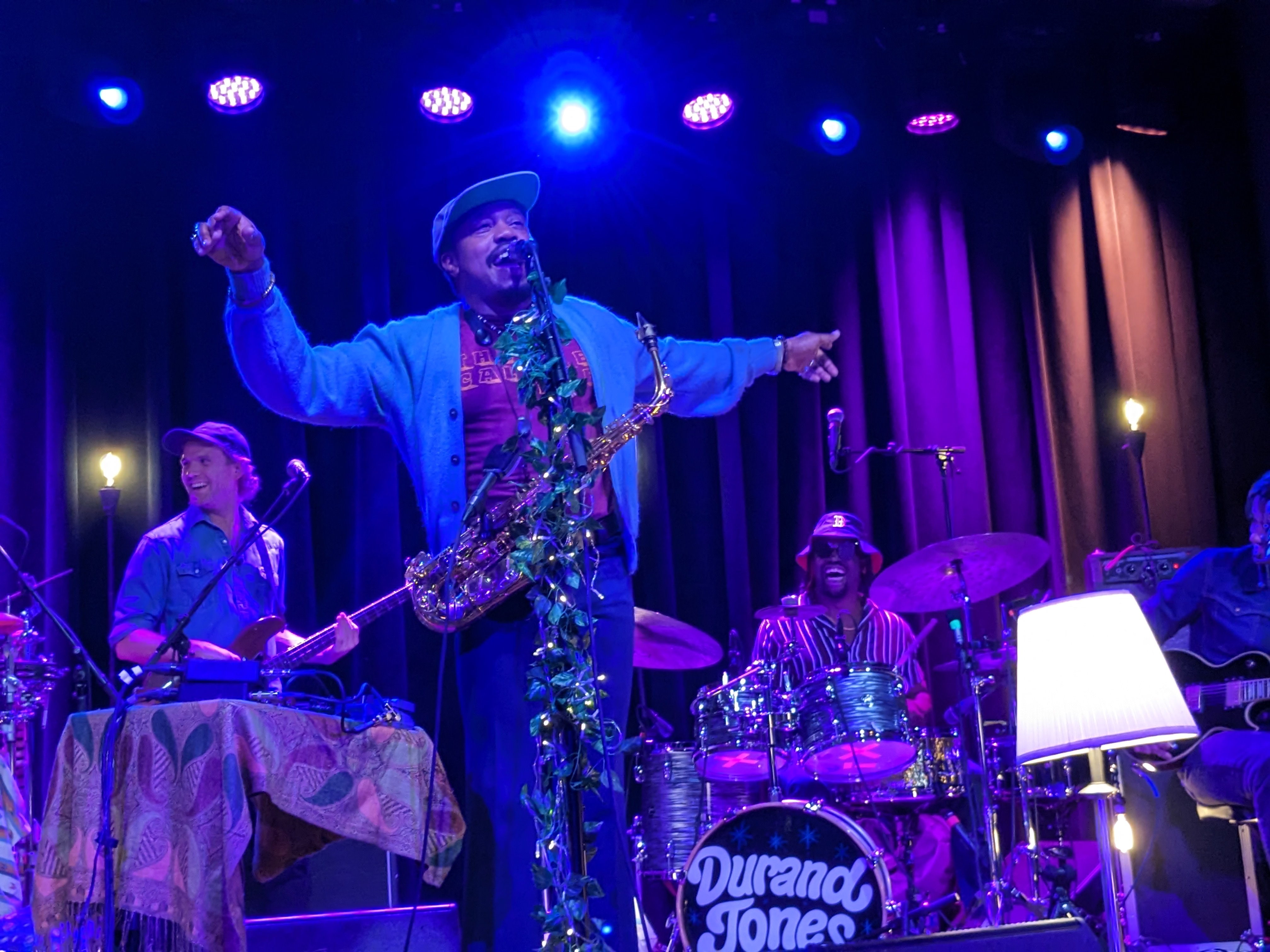
Durand Jones tijdens een soloconcert in Somerville, Massachussetts (oktober 2023)

In mei 2021 verscheen de vinylsingle Witchoo als voorbode van het derde album Private Space dat twee maanden later (30 juli) uitkwam; dit tien nummers tellende album was opgenomen in de New Yorkse Diamond Mine-studio en leunde meer tegen de disco en moderne soul aan. Het album was geschreven en geproduceerd door Jones, Frazer, Rhein en Okonski. Verder bijdragen waren er van o.a. bassist Michael Montgomery, arrangeurs Ginger Dolden en Peter Lanctot, harpist Brandee Younger, en Eli "Paperboy" Reed.
In september 2022 kwamen Durand Jones & The Indications naar Nederland voor een concert in de Melkweg.
Daarna werd er weer een rustpauze ingelast. Jones bracht op 5 mei 2023 met een soloalbum over zijn geboortestad Hillaryville, Louisiana. Ter promotie van Wait Til I Get Over kwam hij naar Nederland voor een 2 Meter Sessie waarna hij in oktober aan een Amerikaanse tournee begon. Van Frazer verscheen 13 januari 2023 de ep Live From Easy Eye Sound waarop hij Heart Full of Love van de jaren zestig-soulgroep The Invincibles coverde. Daarna volgden de singles Help Me To Understand (een samenwerking met The Harlem Gospel Travellers), en Bring You A Ring. 28 juni 2024 kwam zijn tweede soloalbum Into the Blue uit.

### Vierde album
In maart 2025 verscheen de single Been So Long als voorbode van het album Flowers dat in juni zal uitkomen.

## Discografie

### Albums
- Durand Jones & The Indications (2016)
- Live Vol. 1 (2018)
- American Love Call (2019)
- Private Space (2021)
- Wait Til I Get Over (soloalbum van Durand Jones; 2023)

### Singles
- Smile/Tuck 'n' Roll (2015)
- Make a Change/Is It Any Wonder? (2017)
- You and Me (cover van Penny & the Quarters)/Put a Smile on Your Face (cover van E.J. & The Echoes; 2018)
- Don't You Know (2018)
- True Love/Don't You Know (2019)
- Long Way Home (2019)
- Morning In America (2019)
- Morning In America/Cruisin' to the Park (2019)
- Cruisin' to the Park (2019)
- Young Americans (cover van David Bowie; 2020)
- Never Heard 'Em Say (2020)
- Power to the People (2020)
- Witchoo (2021)
- Witchoo/Love Will Work It Out (2021)
- Love Will Work It Out (2021)
- The Way That I Do (2021)
- Lord Have Mercy (solonummer van Durand Jones; 2023)
- That Feeling (solonummer van Durand Jones; 2023)